# Inarrêtable (film)
Pour les articles homonymes, voir Unstoppable et Inarrêtable.
Pour plus de détails, voir Fiche technique et Distribution.
Inarrêtable (Unstoppable) est un film américain réalisé par William Goldenberg et sorti en 2024.
Écrit par John Hindman, le scénario est adapté du livre Unstoppable: From Underdog to Undefeated: How I Became a Champion d'Anthony Robles et Austin Murphy. Il raconte l'histoire vraie d'Anthony Robles (en), un lutteur né avec une seule jambe, qui a remporté un championnat dans l'État de l'Arizona.

## Synopsis
Anthony Robles, bien qu'il soit né sans jambe droite, se hisse au rang de champion de lutte de la division 1 de la NCAA et remporte finalement le championnat national contre l'école qui l'a rejeté, la puissance nationale de l'Iowa.

## Fiche technique
Sauf indication contraire, les informations mentionnées dans cette section peuvent être confirmées par la base de données cinématographiques IMDb,  présente dans la section « Liens externes ».
- Titre original : Unstoppable
- Titre français : Inarrêtable[2]
- Réalisation : William Goldenberg
- Scénario : John Hindman
- Musique : Alexandre Desplat
- Photographie : Salvatore Totino
- Montage : Brett M. Reed
- Production : Anthony Robles, Gary Lewis, David Crockett, Andy Fraser, Ben Affleck, Matt Damon et Elaine Goldsmith-Thomas
- Sociétés de production : Artists Equity, Nuyorican Productions, Coonskin Cap et A Really Good Home Pictures
- Sociétés de distribution : Amazon MGM Studios, Prime Video (France)
- Pays de production :  États-Unis
- Langue originale : anglais
- Format : couleur
- Genre : drame biographique, sport
- Dates de sortie : 
  - États-Unis : 6 décembre 2024[3] (en salles)
  - Monde : 16 janvier 2025 sur Prime Video[2],[3]

## Distribution
- Jharrel Jerome (VF : Jhos Lican ; VQ : Lyndz Dantiste) : Anthony Robles (en)
- Jennifer Lopez (VF : Annie Milon ; VQ : Hélène Mondoux) : Judy Robles
- Bobby Cannavale (VF : David Krüger ; VQ : Jean-François Beaupré) : Rick Robles
- Michael Peña (VF : Nessym Guetat ; VQ : Gabriel Lessard) : Bobby Williams
- Don Cheadle (VF : Frantz Confiac ; VQ : François L'Écuyer) : Shawn Charles
- Mykelti Williamson (VF : Thierry Desroses ; VQ : Fayolle Jean Jr.) : Eddie
- Shawn Hatosy : Tom Brands
- Chimechi Oparanozie (VF : Grégory Lerigab) : Brian Corwin
- Shane Sparks (VF : Sébastien Desjours) : lui-même

 Source et légende : version française (VF) sur RS Doublage et le carton du doublage français ; version québécoise (VQ) sur Doublage.qc.ca

## Production

### Genèse et développement
En mars 2023, Deadline Hollywood annonce qu'Artists Equity, la société de production de Ben Affleck et Matt Damon, est en pourparlers  pour développer son deuxième long métrage, intitulé Unstoppable, avec Jennifer Lopez. Le film est réalisé par le monteur William Goldenberg, qui fait ici ses débuts comme réalisateur,.
Deadline annonce ensuite que Jharrel Jerome interprètera le rôle d'Anthony Robles, un lutteur américain né sans jambe droite et qui a gagné un championnat dans l'État de l'Arizona.

### Tournage
Le 31 mai 2023, on apprend que le tournage, entamé deux semaines plus tôt, est arrêté en raison de la grève de la Writers Guild of America. Un membre de l'équipe d'Unstoppable explique alors à Deadline.com qu'il y a « une énorme ironie dans le fait que la WGA cible une entreprise comme Artists Equity, qui est en fait conçue pour essayer de fournir des salaires équitables à tous. La WGA doit différencier la manière dont elle aborde ces questions, car elle organise essentiellement un piquet de grève contre une production indépendante dont la thèse même est de garantir des salaires équitables pour tous ».
En décembre 2023, Deadline annonce que les prises de vues reprendront le 12 décembre. Il est par ailleurs précisé que Don Cheadle, Michael Peña et Bobby Cannavale ont rejoint la distribution. Deadline annonce par la même occasion que le film sera distribué par Amazon MGM Studios et que la production est assurée par Anthony Robles, par Ben Affleck et Matt Damon d'Artists Equity, par Elaine Goldsmith-Thomas de Nuyorican Productions, par David Crockett de Coonskin Cap, par Andy Fraser de A Really Good Home Pictures, et par Gary Lewis.